# Teredo (genre)
Pour les articles homonymes, voir Teredo.
Genre
Teredo est un genre de mollusques bivalves, des tarets de la famille des Teredinidae.

## Liste des espèces
- Teredo bartschi W. Clapp, 1923
- Teredo fulleri W. Clapp, 1924
- Teredo furcifera von Martens, 1894
- Teredo megotara (Hanley, 1848)
- Teredo navalis Linnaeus, 1758
- Teredo norvagicus (Spengler, 1792)
- Teredo portoricensis W. Clapp, 1924